# 羅馬地鐵A線
羅馬地鐵A線（義大利語：Linea A）是義大利羅馬的一條地鐵路線。羅馬地鐵A線於1959年獲准開工並在1964年開始建設，1980年開始運行。現在羅馬地鐵A線平均每天有約50萬人乘坐。

## 另見
- 羅馬地鐵B線
- 羅馬地鐵C線